# Call of Duty: Modern Warfare III
Call of Duty: Modern Warfare III — відеогра 2023 року у жанрі шутера від першої особи, розроблена Sledgehammer Games і видана Activision. Це продовження Modern Warfare II 2022 року, третя частина перезавантаженої підсерії Modern Warfare і двадцята частина загальної серії Call of Duty . Випуск гри відбувся 10 листопада 2023 року для PlayStation 4, PlayStation 5, Windows, Xbox One і Xbox Series X/S.
Modern Warfare III зберігає реалістичний, сучасний сетинг своїх попередників і продовжує сюжетну лінію підсерії. Сюжет розгортається навколо багатонаціонального підрозділу спеціального призначення «Оперативна група 141», що вистежує Володимира Макарова, російськогоультранаціоналіста та терориста, який планує розв'язати третю світову війну . Багатокористувацька гра містить шістнадцять оновлених карт із Modern Warfare 2 2009 року, а також щонайменше дванадцять нових карт, які планується додати після запуску гри. Також міститься зомбі-режим, спільно створений розробником підсерії Black Ops Treyarch і побудований на основі відкритого світу, в якому гравець протистоїть навколишньому середовищу.
Після завершення розробки Call of Duty: Vanguard (2021) компанія Sledgehammer Games отримала від Activision завдання створити доповнення для Modern Warfare II, яке згодом перетворилося на повноцінну самостійну гру в серії Call of Duty. Після низки витоків на початку-середині 2023 року гру було офіційно представлено в серпні 2023 року, а в жовтні відбувся показовий захід і публічна бета-версія. Після релізу Modern Warfare III отримала змішані відгуки, зокрема критику за режим кампанії.

## Ігровий процес

Гравець цілиться зі зброї в групу ворогів. Ворожий радар видно вгорі ліворуч.

Ігровий процес Modern Warfare III подібний до Modern Warfare II та інших ігор серії Call of Duty . Однокористувацька кампанія гри містить суміш лінійних місій і місій у відкритому світі, відомих як «Відкриті бойові місії». У цих місіях гравці мають більшу свободу у виборі способу наближення до визначених цілей, обираючи між відкритим боєм та засідкою. Гравці мають доступ до екранної карти місцевості, включаючи тактичну карту, на якій позначені цілі та звичайне спорядження, зі схованками зброї, спорядження та спеціалізованого обладнання під рукою. Під час таких місій вороги реагують відповідно: шукають гравців, якщо втрачають їх з поля зору, і викликають підкріплення, коли їхня кількість зменшується в бою.
У багатокористувацькій грі доступні всі шістнадцять мап з Call of Duty: Modern Warfare 2 (2009) а також можливість голосувати за мапи, перебуваючи в лобі (чого не було в деяких останніх іграх), і підвищений рівень здоров'я гравця, що збільшує «time-to-kill» (TTK). Також повертаються «червоні крапки» мінікарта, які були відсутні в Modern Warfare (2019) і Modern Warfare II, що дозволяє гравцям бачити ворогів на своєму радарі, коли вони стріляють зі зброї без глушника. Крім того, гравці також можуть зупинити ковзаючу анімацію (тобто «зупинити ковзання»). Класичні режими гри, такі як «Вбивство підтверджено» та «Прицільна стрільба», повертаються разом з новим режимом гри під назвою «Горлоріз», де три команди по три гравці йдуть віч-на-віч. Гравці також можуть взяти участь у режимі «Наземна війна» 32 на 32 з вибором спеціальних карт, а також у режимі «Війна», що повертається з Call of Duty: WWII 2017 року. У грі з'явилася функція модерації за допомогою штучного інтелекту, яка прослуховує ігрові взаємодії та негайно повідомляє про будь-яку надмірно токсичну поведінку. Було підтверджено, що принаймні дванадцять нових карт для кількох гравців 6 на 6 будуть випущені після запуску, а улюблені фанатами карти Modern Warfare II також додаватимуться кожного сезону.
До гри також додано PvE зобмі-режим у відкритому світі, розроблений Treyarch у співпраці зі студією Sledgehammer Games. Ігровий режим побудований подібно до режиму демілітаризованої зони в Call of Duty: Warzone 2.0, а не на основі раундового виживання зі старих зомбі-режимів. До 24 гравців грають разом як окремі загони на великій мапі, яка також використовується як нова карта королівської битви для Warzone 2.0. Кожна команда може боротися з зомбі, а також з ворогами-людьми, керованими штучним інтелектом, щоб виконати завдання по всій карті, а також збирати здобич і продавати її на станціях купівлі або видобувати її шляхом ексфільтрації. Замість раундів карта поділена на «зони» з різним рівнем загрози, що вказує на складність завдання. Після 45 хвилин ігрового часу починається «Небесний Шторм», який накриває мапу, залишаючи гравцям 15 хвилин на евакуацію зі своєю здобиччю. Повертаються основні механіки з попередніх зомбі-режимів, такі як купівля зброї на стінах, напої Perk-a-Cola та таємнича скринька. Гравці також можуть здобувати «придбання», тобто предмети, які можна зберігати або використовувати в наступних матчах, або «схеми», які дозволяють їм створювати ці предмети, але з обмеженням на перезарядку. У режимі також присутні сюжетні квести, які сприяють подальшому розвитку оповіді.

## Оцінки
Call of Duty: Modern Warfare III отримала неоднозначні відгуки як від критиків, так і від гравців.
Однокористувацька кампанія викликала критику за стислість і відсутність глибокого сюжету. GameSpot зазначив, що хоча кампанія починається з появи антагоніста Володимира Макарова, додавання місій Open Combat порушує хід оповіді, що призводить до недостатньо вражаючого завершення. Так само PC Gamer описав кампанію як скоріше доповнення, ніж повноцінну гру, припустивши, що її було зроблено поспіхом, щоб укластися в графік релізу.
Навпаки, багатокористувацьку складову прийняли краще. NME назвав його «одним із найкращих багатокористувацьких режимів в історії Call of Duty», відзначивши стрімкий бій і універсальний арсенал зброї. Windows Central також позитивно оцінив гру за поєднання класичних карт із сучасним ігровим процесом, що дає змогу відчути ностальгію, але водночас зберегти свіжість гри.
Однак режим «Зомбі» викликав неоднозначну реакцію. NME розкритикував його за відсутність інновацій, заявивши, що він не витримує «варзонізації». З іншого боку, Game Rant вважає, що відкритий світ у «Зомбі» виявився кращим, ніж очікувалося, і являє собою новий погляд на традиційний режим.
Згруповані оцінки рецензій відображають ці змішані настрої. На Metacritic гра має рейтинг «змішаний або середній», деякі критики висловлюють розчарування кампанією, але визнають сильні сторони багатокористувацької гри. OpenCritic вторить йому, зазначаючи, що, хоча у грі є плавний і швидкий бій, опора на перероблений контент і відсутність нововведень призвели до різних реакцій критиків.

## Нотатки
1. ↑  Зомбі-режим та багатокористувацька рейтингова гра, розроблені Treyarch. Додаткові розробки виконували Infinity Ward, Raven Software, Beenox, Demonware, High Moon Studios, Activision Shanghai, Activision Central Tech та Toys For Bob.
2. ↑  Ті, хто оформив цифрове передзамовлення "Modern Warfare III", отримали доступ до режиму кампанії гри 2 листопада 2023 року.[1]
3. ↑  Саундтрек до зомбі-режиму написав Джек Волл. Додаткову музику написав Стів Уіметт[2]